# Rosalia Price
Rosalia Price även kallad Rosalia Masson-Price, född Masson, död efter 1790, var en engelsk djurtämjare och cirkusartist. Tillsammans med sin make Peter Price grundade hon år 1787 i Stockholm Sveriges (och Nordens) första egentliga cirkus. Familjen Price räknas tillsammans med Antonio Bartolomeo Spinacuta som en av endast två av de många kringresande artister under den gustavianska epoken som hade någon verklig historisk betydelse. Sällskapet uppträdde i Sverige 1787–1790.

## Biografi
Rosalia Masson-Price var gift med Peter Price (1761–1790) från London, och paret fick tre barn. Peter Price och hans bror James var söner till den engelska konstberidaren John Price, och uppträdde i hans cirkussällskap, som 1779–1786 turnerade mellan Konstantinopel och Sankt Petersburg.
Fadern nämns inte efter 1786, och Peter och James Price bildade ett cirkussällskap där de framför allt utförde konster till häst som akrobater och pantomimartister. De ansökte om tillstånd att uppträda i Sverige efter att först utan framgång försökt få tillstånd att uppträda i Danmark. Den moderna europeiska cirkusen finns belagd från 1768, och ingen verksamhet hade då förekommit i Norden.

### Turnén i Sverige
Familjen Price anlände till Sverige i oktober 1787, då särskilda order kom från myndigheterna om att inte försvåra deras ankomst på grund av det stora antal hästar de medförde. Vid ankomsten till Stockholm grundade de en cirkus på Barnhusgården, där den engelska ridmästaren William Wears hade uppträtt 1774. Före honom uppges Jacob Bates (1770) vara den första ridkonstnären som uppträtt där.
Price cirkus räknas som Stockholms och Sveriges första cirkus och utgjorde därmed en historisk milstolpe i den svenska kulturhistorien. Enligt en samtida skildring från april 1788: 
"Madam Preis med sin man och hela rid-Troupen fan ingen afsaknad på folk utan spela altjemt. De äro från England, föra stat och förtjena braf. Med Hallick [Arlequin] är hela Trouppen 20 Personer. Ridbanan är Barnhusgården öfvertäckt med segelduk och väggar af trä".
Rosalia Masson-Price själv var akrobat och utförde konster till häst. Hennes make visade "Hercules styrka" samt utförde pantomimer, av vilka Arlequin Squelette har ihågkommits av Kexel, som i Kapten Puff då bedömde vara de bästa i Stockholm, och i juni 1788 en föreställning av "7 nya Egyptiska pyramider". En hyllningsdikt av Bellman över paret Price publicerades i mars 1788 i Stockholms-Posten. De uppträdde även på Riddarhusgårdarna.
Paret Price gav även den 12 mars 1788 i Stockholm en välgörenhetscirkus där alla intäkter oavkortat gick till dem som drabbats av Stadsbranden i Ulricehamn 1788.
De lämnade Stockholm i juni 1788, och turnerade därefter runt Sverige. I juli-november uppträdde de åter i Stockholm.
Rosalia Masson-Price uppträdde 1790 även på Comediehuset i Göteborg. Vid ett känt tillfälle, då publiken buade, trädde hon ut på scenen och hotade dem med pistol och värja, vilket vände buandena till jubel och applåder. Samma år lämnade sällskapet Sverige. Hennes make Peter Price tros ha avlidit kort därpå, eftersom Rosalia Masson-Price senare samma år gifte om sig med konstberidaren Christoph de Bach, som var engagerad i Wien.
Rosalia Masson-Price ska inte förväxlas med sin svägerska, James Prices fru Hanne Tod (eller Tott), också kallad Madame Price och verksam som cirkusartist i Sverige: denna familj Price uppträdde på Stenborgs teater 1793–1794 och gjorde en Sverigeturné 1807.